# Pycnopsyche scabripennis
Pycnopsyche scabripennis är en nattsländeart som först beskrevs av Jules Pièrre Rambur 1842.  Pycnopsyche scabripennis ingår i släktet Pycnopsyche och familjen husmasknattsländor. Inga underarter finns listade i Catalogue of Life.